# Richard Doll
William Richard Shaboe Doll, CH, OBE, FRS (Londres, 28 de outubro de 1912 — Oxford, 24 de julho de 2005) foi um fisiologista britânico. 